# John Sulston
John Edward Sulston, né le 27 mars 1942 à Fulmer dans le Buckinghamshire au Royaume-Uni et mort le 6 mars 2018, est un biologiste britannique.
Il reçoit le Prix Nobel de physiologie ou médecine en 2002 pour ses travaux fondamentaux sur Caenorhabditis elegans.

## Biographie
John Edward Sulston naît le 27 mars 1942 à Fulmer dans le Buckinghamshire au Royaume-Uni.
John Sulston soutient sa thèse de chimie au Pembroke College de l'université de Cambridge à la fin des années 1960. Il part ensuite aux États-Unis faire un post-doc au Salk Institute. Il retourne travailler à Cambridge auprès de Sydney Brenner.
En 2002, il reçoit, avec Sydney Brenner et Robert Horvitz, le Prix Nobel de physiologie ou médecine pour ses travaux sur la division cellulaire chez le nématode.
Sulston est un ardent défenseur de la non-brevétabilité des génomes qu'il considère comme un bien commun (une découverte et non une invention) et des questions d'éthique en biologie. En 2007, il prend la direction de l'« Institute for Science, Ethics and Innovation » de l'université de Manchester.
Il meurt le 6 mars 2018.

## Apports scientifiques
John Sulston a activement participé au séquençage du génome de C. elegans au sein du Sanger Institute qu'il dirige de nombreuses années. Au sein de son laboratoire, ses travaux portent essentiellement sur la description précise de toutes les divisions cellulaires permettant l'embryogénèse et la morphogénèse du nématode.

## Distinctions et honneurs
- Membre de la Royal Society (FRS), élu le 20 mars 1986[3]
- Chevalier, 2000[4]